# Коллать
Коллать — пресноводное озеро на территории Пяозерского городского поселения и Кестеньгского сельского поселения Лоухского района Республики Карелии.

## Общие сведения
Площадь озера — 1,1 км². Располагается на высоте 137,1 метров над уровнем моря.
Форма озера лопастная, продолговатая: оно почти на три километра вытянуто с запада на восток. Берега изрезанные, каменисто-песчаные, преимущественно возвышенные.
Через Коллать течёт река Корпийоки, впадающая в реку Пончу, которая, в свою очередь, впадает в Пяозеро.
В озере около десятка безымянных островов различной площади, рассредоточенных по всей площади водоёма, однако их количество может варьироваться в зависимости от уровня воды.
В 1 км от водоёма проходит трасса 86К-127 («Р-21 „Кола“ — Пяозерский — граница с Финляндской Республикой»).
Населённые пункты вблизи водоёма отсутствуют.
Код объекта в государственном водном реестре — 02020000411102000000476.